# Żabnicowate

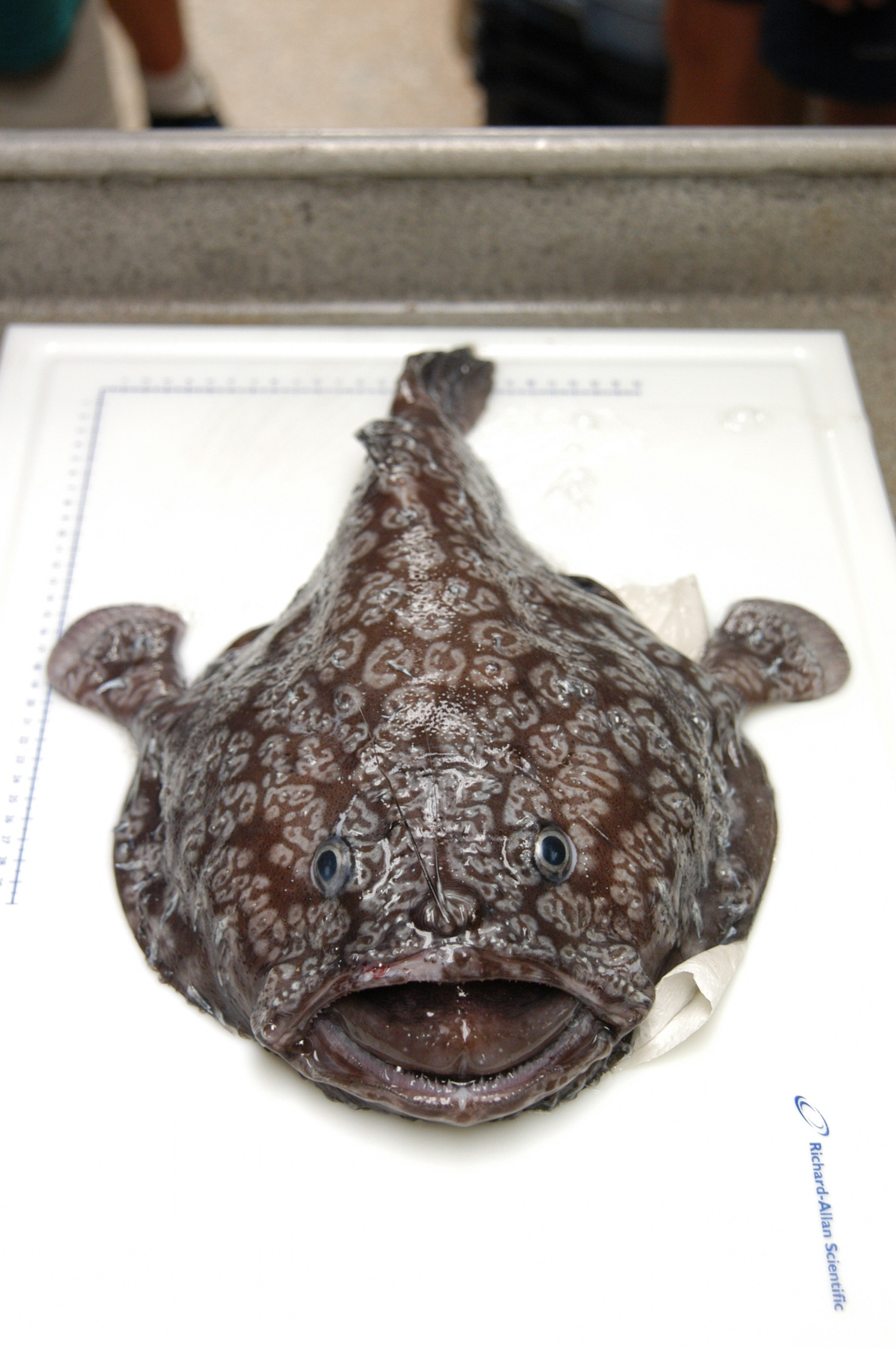
Sladenia shaefersi

Żabnicowate (Lophiidae) – rodzina morskich ryb żabnicokształtnych (Lophiiformes).

## Występowanie
Wszystkie oceany, włącznie z Arktycznym i Morze Śródziemne, głównie szelf kontynentalny na głębokościach od 200 m, niektóre gatunki spotykane nawet na głębokości 1000 m.

## Cechy charakterystyczne
Głowa bardzo duża, szeroka i spłaszczona (z wyjątkiem rodzaju Sladenia, który ma głowę zaokrągloną). Duży otwór gębowy z dobrze rozwiniętymi zębami. Kość przyklinowa i kości czaszki są połączone szwem. Płetwy brzuszne obecne. Osiągają od 7,5 cm (Lophiodes fimbriatus) do 1,2 m długości (Lophius piscatorius).

## Klasyfikacja
Rodzaje zaliczane do tej rodziny:
Lophiodes — Lophiomus — Lophius — Sladenia
Rodzaj wymarły"
- †Eosladenia